# هليلج داكن الثمار
هليلج داكن الثمار (الاسم العلمي:Terminalia phaeocarpa) هو نوع من النباتات يتبع جنس الهليلج من الفصيلة القمبريطية.